# Tine Jensen
Tine Kristin Jensen, född 1957, är en norsk psykolog. Hon är professor i psykologi vid Institutionen för psykologi vid Universitetet i Oslo och forskningsprofessor vid Nasjonalt kunnskapssenter om vold og traumatisk stress (NKVTS). Hon forskar på barn och psykiskt trauma, utvecklingspsykologi och klinisk behandlingsforskning. Hon har bland annat forskat på barn som utsatts för sexuella övergrepp, hur föräldrar och barn upplevde jordbävningen i Indiska oceanen 2004, terrorattentaten i Norge 2011, ensamkommande barn och behandling av traumatiserade barn.
Tine Jensen är utbildad psykolog vid Universitetet i Oslo 1986 och disputerade där (dr.psychol.) 2005. Hon är också specialist i klinisk psykologi. Hon var seniorforskare i huvudanställning vid NKVTS till 2013, och blev universitetslektor/docent (førsteamanuensis) i psykologi i huvudanställning vid Universitetet i Oslo 2013. Hon har sedan 2013 en deltidstjänst vid NKVTS, och blev befordrad till professor i psykologi vid Universitetet i Oslo och forskningsprofessor vid NKVTS 2015.